# 94 (číslo)
Devadesát čtyři je přirozené číslo. Následuje po číslu devadesát tři a předchází číslu devadesát pět. Řadová číslovka je devadesátý čtvrtý nebo čtyřiadevadesátý. Římskými číslicemi se zapisuje XCIV.

## Matematika
Devadesát čtyři je
- bezčtvercové celé číslo
- deficientní číslo.
- nepříznivé číslo.
- v desítkové soustavě šťastné číslo.

## Chemie
- 94 je atomové číslo plutonia; přírodní izotop s tímto neutronovým číslem mají čtyři prvky (gadolinium, terbium, dysprosium a erbium); a také nukleonové číslo druhého nejběžnějšího izotopu zirkonia a nejméně běžného přírodního izotopu molybdenu.[1]

## Ostatní
- +94 je mezinárodní telefonní předvolba Srí Lanky

## Roky
- 94
- 94 př. n. l.